# Cyrtophora ksudra
Cyrtophora ksudra là một loài nhện trong họ Araneidae.
Loài này thuộc chi Cyrtophora. Cyrtophora ksudra được miêu tả năm 1928 bởi Sherriffs.